# Solferino
Solferino är ett litet samhälle och kommun i provinsen Mantua i regionen Lombardiet, i norra Italien cirka tio kilometer söder om Gardasjön. Kommunen hade 2 689 invånare (2018).
Samhället är mest känt för slaget vid Solferino 24 juni 1859, där schweizaren Henri Dunant fick en idé om en frivillig nationell organisation för att hjälpa skadade soldater. Organisationen fick namnet Röda Korset. Dunant sammanfattade sina upplevelser i boken Europas bortglömda blodbad - minnen från Solferino (ISBN 91-85267-37-6).